# Star Trek: The Next Generation (säsong 6)
Den sjätte säsongen av den amerikanska science fiction-TV-serien Star Trek: The Next Generation började sin syndikerade visning i USA den 21 september 1992 och avrundades den 21 juni 1993 efter 26 sända avsnitt. Serien utspelar sig under 2300-talet, där den följer Stjärnflottans rymdskepp Enterprise-D och dess besättnings äventyr.
Säsongen börjar med den framgångsrika räddningen av Data från 1800-talet och vi får reda på hur länge Guinan egentligen har känt Picard. 
Besättningen deltog också i en mängd av olika skumma operationer, den första av vad som skulle bli många avvikelser från Gene Roddenberrys mer utopiska framtidsvision. Picard förflyttas temporärt från Enterprise för att leda ett farligt spionuppdrag mot Cardassianerna, men tillfångatas och utsätts för tortyr, där han nästan mister livet innan han släpps fri. Deanna Troi deltog i ett liknande riskabelt spionuppdrag mot Romulanerna. Enterprise blir nästan ett offer för rymdpirater, som hittills varit frånvarande från Star Trek's universum. 
Picard gick också igenom en betydande personlighetsutveckling under denna säsong. Han bildade en intensiv och orolig romantisk relation med Enterprise's chef för stjärnornas kartografi, Nella Daren. Efter att hans konstgjorda hjärta nästan har förstörts, hjälper Q Picard att återuppleva en vision av ett alldagligt liv han kunde ha haft, i syfte för att ge honom en bättre förståelse för sin dödlighet och hans skäl för att leva.
Riker upplevde också en djupt personlig konflikt, utsattes för en gripande personlig kamp med sin egen mentala hälsa, samt upptäckte senare en oavsiktlig transportör-kopia av sig själv som hade övergivits på en ödslig planet i nästan ett decennium.
Flera välkända återkommande rollfigurer medverkade under denna säsong, den mest kända av dem var Montgomery Scott. Enterprise's ingenjör från Originalserien upptäcktes vid liv, och efter en besvärlig tid med att anpassa sig till 2300-talet, valde han att resa iväg och utforska galaxen på egen hand. Det medvetande hologrammet professor Moriarty återvände och höll skeppet som gisslan i ett komplext spel som han hoppades skulle ge honom frihet att leva utanför holodäcket. Reginald Barclay fortsatte att utvecklas och lyckades övervinna sin rädsla för transportörer. Utöver sitt framträdande i Picards kontra syn, återvände Q tidigare i säsongen.
I slutet av säsongen återupptäcktes Lore, som ledde en grupp utstötta Borger, som med påverkan av en känslomässig stimulans för androider, framgångsrikt förfört Data till att bli en villig deltagare i hans våldsamma planer i cliffhangern som avslutade säsongen.

## Rollista

### Huvudroller
- Patrick Stewart som Captain Jean Luc Picard
- Jonathan Frakes som Commander William T. Riker
- Brent Spiner som Lt Cmdr. Data
- Gates McFadden som Dr. Beverly Crusher
- LeVar Burton som Lt Cmdr. Geordi La Forge
- Marina Sirtis som Councillor Deanna Troi
- Michael Dorn som Lt. Worf

### Återkommande roller
- Majel Barrett - Computer voice (12 avsnitt)
- Patti Yasutake - Alyssa Ogawa (3 avsnitt)
- Colm Meaney - Miles O'Brien (4 avsnitt)
- John de Lancie - Q (2 avsnitt)
- Brian Bonsall - Alexander Rozhenko (2 avsnitt)
- Whoopi Goldberg - Guinan (2 avsnitt)
- Dwight Schultz - Reginald Barclay (2 avsnitt)
- Rosalind Chao - Keiko O'Brien (1 avsnitt)
- Michelle Forbes - Ro Laren (1 avsnitt)
- James Doohan - Montgomery Scott (1 avsnitt)
- Ken Thorley - Mot (1 avsnitt)
- Hana Hatae - Molly O'Brien (1 avsnitt)
- Daniel Davis – James Moriarty (1 avsnitt)
- Siddig El Fadil - Julian Bashir (1 avsnitt)
- Robert O'Reilly - Gowron (1 avsnitt)

## Avsnitt
I den följande tabellen listas avsnitten i den ordning som de sändes, det behöver inte nödvändigtvis motsvara deras produktionskoder.
| Nr i serien | Nr i säsongen | Titel                   | Stardate       | Regissör                  | Manus                                                            | Originalvisning (USA)            | Originalvisning (Sverige) | Tittarsiffror (miljoner) |
| --- | ------------- | ----------------------- | -------------- | ------------------------- | ---------------------------------------------------------------- | -------------------------------- | ------------------------- | ------------------------ |
| 127 | 601           | "Time's Arrow (Del II)" | 46001.3        | Les Landau                | Jeri Taylor & Joe Menosky                                        | 21 september 1992                | 1 mars 1997               |                          |
| Besättningen följer efter Data till 1800-talets San Francisco. |               |                         |                |                           |                                                                  |                                  |                           |                          |
| 128 | 602           | "Realm of Fear"         | 46041.1        | Cliff Bole                | Brannon Braga                                                    | 28 september 1992                | 8 mars 1997               |                          |
| Barclay måste komma över sin rädsla för transportörer för att kunna lösa ett mysterium. Dwight Schultz gästskådespelar |               |                         |                |                           |                                                                  |                                  |                           |                          |
| 129 | 603           | "Man of the People"     | 46071.6        | Winrich Kolbe             | Frank Abatemarco                                                 | 5 oktober 1992                   | 15 mars 1997              |                          |
| En synsk ambassadör använder sig av Deannas medvetande för att påverka resultatet av sitt uppdrag. |               |                         |                |                           |                                                                  |                                  |                           |                          |
| 130 | 604           | "Relics"                | 46125.3        | Alexander Singer          | Ronald D. Moore                                                  | 12 oktober 1992                  | 22 mars 1997              |                          |
| Enterprise undersöker en skyttel som 75 år tidigare kraschat på en Dysonsfärs yta. Ett opåverkat lagringsmönster hittas i transportörbufferten som visar sig tillhöra den legendariske Montgomery Scott. Efter att ha börjat känna sig onyttig går Scotty med på att följa med Geordi tillbaka till skytteln och blir Enterprises enda hopp när skeppet av misstag dras in i sfären. James Doohan gästskådespelar           |               |                         |                |                           |                                                                  |                                  |                           |                          |
| 131 | 605           | "Schisms"               | 46154.2        | Robert Wiemer             | Brannon Braga, Jean Louise Matthias & Ron Wilkerson              | 19 oktober 1992                  | 27 mars 1997              |                          |
| Flera medlemmar av besättningen förs bort och det görs experiment på dem när de sover. |               |                         |                |                           |                                                                  |                                  |                           |                          |
| 132 | 606           | "True-Q"                | 46192.3        | Robert Scheerer           | René Echevarria                                                  | 26 oktober 1992                  | 5 april 1997              |                          |
| Q avslöjar en hemlighet om en ung kvinna som besöker Enterprise. John de Lancie gästskådespelar |               |                         |                |                           |                                                                  |                                  |                           |                          |
| 133 | 607           | "Rascals"               | 46235.7        | Adam Nimoy                | Allison Hock, Ward Botsford, Diana Dru Botsford & Michael Piller | 2 november 1992                  | 12 april 1997             |                          |
| Ett fel på transporteraren gör Picard, Ro Laren, Guinan och Keiko till barn. |               |                         |                |                           |                                                                  |                                  |                           |                          |
| 134 | 608           | "A Fistful of Datas"    | 46271.5        | Patrick Stewart           | Robert Hewitt Wolfe & Brannon Braga                              | 9 november 1992                  | 19 april 1997             |                          |
| Worf, Alexander och Troi fastnar i en westernhistoria på holodäcket, med Data som skurken. |               |                         |                |                           |                                                                  |                                  |                           |                          |
| 135 | 609           | "The Quality of Life"   | 46307.2        | Jonathan Frakes           | Naren Shankar & L.J. Scott                                       | 16 november 1992                 | 26 april 1997             |                          |
| Data observerar att självgående "verktyg" som använda vid en gruvanläggning visar tecken på intelligens. Han beslutar sig för att strida för deras rättigheter. |               |                         |                |                           |                                                                  |                                  |                           |                          |
| 136137 | 610611        | "Chain of Command"      | 46357.446360.8 | Robert ScheererLes Landau | Ronald D. Moore & Frank AbatemarcoFrank Abatemarco               | 14 december 199221 december 1992 | 3 maj 199710 maj 1997     |                          |
| Kapten Jellico anlitas som kapten på Enterprise, medan Picard skickas iväg på ett uppdrag på Cardassiskt territorium. Picard blir sedan tillfångatagen och torteras av sadistiska Cardassier. Ronny Cox och David Warner gästskådespelar |               |                         |                |                           |                                                                  |                                  |                           |                          |
| 138 | 612           | "Ship in a Bottle"      | 46424.1        | Alexander Singer          | René Echevarria                                                  | 25 januari 1993                  | 17 maj 1997               |                          |
| Professor Moriarty väcks oavsiktligt av Barclay på holodäcket, och kräver att Enterprises besättning ska hjälpa honom att röra sig utanför det. Dwight Scultz gästskådespelar |               |                         |                |                           |                                                                  |                                  |                           |                          |
| 139 | 613           | "Aquiel"                | 46461.3        | Cliff Bole                | Brannon Braga, Ronald D. Moore & Jeri Taylor                     | 1 februari 1993                  | 24 maj 1997               |                          |
| Geordi faller för en utomjordisk officer som är misstänkt för mord. |               |                         |                |                           |                                                                  |                                  |                           |                          |
| 140 | 614           | "Face of the Enemy"     | 46519.1        | Gabrielle Beaumont        | Naren Shankar & René Echevarria                                  | 8 februari 1993                  | 31 maj 1997               |                          |
| Deanna anlitas mot sin vilja av en Romulansk officer för att hjälpa till att transportera romulanska avhoppare. |               |                         |                |                           |                                                                  |                                  |                           |                          |
| 141 | 615           | "Tapestry"              | Okänt          | Les Landau                | Ronald D. Moore                                                  | 15 februari 1993                 | 7 juni 1997               |                          |
| En olycka dödar Picard och han finner ett "livet efter detta" med Q som analyserar hans tidigare val. John de Lancie gästskådespelar |               |                         |                |                           |                                                                  |                                  |                           |                          |
| 142143 | 616617        | "Birthright"            | 46578.446579.2 | Winrich KolbeDan Curry    | Brannon BragaRené Echevarria                                     | 22 februari 19931 mars 1993      | 14 juni 199721 juni 1997  |                          |
| Under en visit på Deep Space Nine får Worf reda på att hans biologiska far lever och hålls fången av Romulaner. Samtidigt medför ett experiment att Data för första gången kan uppleva drömmar. Worf reser till den plats hans far anses hållas fängslad, men blir själv tillfångatagen. Då han nu är fånge försöker Worf att lära sina medfångar Klingonkrigarens väg. James Cromwell och Alexander Siddig gästskådespelar |               |                         |                |                           |                                                                  |                                  |                           |                          |
| 144 | 618           | "Starship Mine"         | 46682.4        | Cliff Bole                | Morgan Gendel                                                    | 29 mars 1993                     | 28 juni 1997              |                          |
| Tjuvar försöker att stjäla trilithium från Enterprise under ett stopp för underhållsarbete. Tim Russ gästskådespelar |               |                         |                |                           |                                                                  |                                  |                           |                          |
| 145 | 619           | "Lessons"               | 46693.1        | Robert Wiemer             | Ron Wilkerson & Jean Louise Matthias                             | 5 april 1993                     | 5 juli 1997               |                          |
| Picard faller för en officer som tjänstgör på Enterprise. |               |                         |                |                           |                                                                  |                                  |                           |                          |
| 146 | 620           | "The Chase"             | 46731.5        | Jonathan Frakes           | Joe Menosky & Ronald D. Moore                                    | 26 april 1993                    | 12 juli 1997              |                          |
| Picard försöker att lösa en gammal genetisk gåta, som upptäckts av hans arkeologiske mentor, och får uppleva en tuff tävling i att lösa mysteriet. |               |                         |                |                           |                                                                  |                                  |                           |                          |
| 147 | 621           | "Frame Of Mind"         | 46778.1        | James L. Conway           | Brannon Braga                                                    | 3 maj 1993                       | 19 juli 1997              |                          |
| Riker ifrågasätter sin mentala hälsa när han ibland tror att han är på ett mentalsjukhus och ibland att han spelar med i en pjäs på skeppet. |               |                         |                |                           |                                                                  |                                  |                           |                          |
| 148 | 622           | "Suspicions"            | 46830.1        | Cliff Bole                | Joe Menosky & Naren Shankar                                      | 10 maj 1993                      | 26 juli 1997              |                          |
| Dr. Crusher riskerar sin karriär för att lösa mordet på den Ferengiske forskaren Dr. Reyga och bevisa att hans forskning fungerar. |               |                         |                |                           |                                                                  |                                  |                           |                          |
| 149 | 623           | "Rightful Heir"         | 46852.2        | Winrich Kolbe             | Ronald D. Moore & James E. Brooks                                | 17 maj 1993                      | 2 augusti 1997            |                          |
| Worf genomgår en troskris och reser till ett heligt Klingontempel där den mytiska Kahless återvänder för att leda Klingonerna. |               |                         |                |                           |                                                                  |                                  |                           |                          |
| 150 | 624           | "Second Chances"        | 46915.2        | LeVar Burton              | René Echevarria & Michael Medlock                                | 24 maj 1993                      | 9 augusti 1997            |                          |
| Riker upptäcker att han blev duplicerad för åtta år sedan. |               |                         |                |                           |                                                                  |                                  |                           |                          |
| 151 | 625           | "Timescape"             | 46944.2        | Adam Nimoy                | Brannon Braga                                                    | 14 juni 1993                     | 16 augusti 1997           |                          |
| Picard, Geordi, Troi och Data kommer tillbaka från en Federationskonferens och finner Enterprise under attack. |               |                         |                |                           |                                                                  |                                  |                           |                          |
| 152 | 626           | "Descent (Del I)"       | 46982.1        | Alexander Singer          | Ronald D. Moore & Jeri Taylor                                    | 21 juni 1993                     | 23 augusti 1997           |                          |
| Besättningen stöter på en grupp Borger som är individuellt självständiga, och Data upplever kortvarigt känslor. |               |                         |                |                           |                                                                  |                                  |                           |                          |